# 仲木隆司
仲木 隆司（なかぎ りゅうじ、1936年10月24日 - ）は、日本の声優、俳優、演出家。東京府（現東京都）出身。81プロデュース所属。

## 経歴
東京府（現東京都）で生まれ、石川県で育つ。
元々怠けものであり、飽きっぽいが、芝居だけは面白かったことから役者を志した。
劇団文化座、劇団文芸座、劇団戯曲座、河の会、演協プロ、劇団るーて、太陽プロモーション、オフィス央、劇団新人会映画放送部、九プロダクションを経て、81プロデュース所属となった。

## 人物
声種はバリトンからテノール。高い声から落ち着いた声まで様々な役柄を演じる。
テレビアニメ、外画吹き替え、語り、ナレーションなど多数の作品に出演。舞台俳優としても活躍している。
趣味・特技は日本舞踊、放浪すること。
尊敬する人物は早野寿郎、阿部寿美子。
好きな言葉は「一期一会」「日残りて昏るるに未だ遠し」「秘すれば花」。
C&Oプロダクション付属養成所講師としても活動している。

## 出演

### テレビドラマ
- 新ハングマン
  - 第20話「生徒を売る非行教師」（1983年、朝日放送・松竹芸能）
- 女に生まれて（1988年）
- 華の嵐（1988年、東海テレビ） - 平山

### テレビアニメ
1967年
- おそ松くん
- パーマン

1968年
- 巨人の星（1968年 - 1970年）
- 怪物くん（TBS版）

1969年
- 海底少年マリン（クラン少佐）
- サザエさん
- 佐武と市捕物控（善助）

1970年
- 昆虫物語 みなしごハッチ
- ハクション大魔王

1971年
- 珍豪ムチャ兵衛

1972年
- 科学忍者隊ガッチャマン（医師、大統領）
- 樫の木モック（人形、カルロ、インコ）

1973年
- 新造人間キャシャーン（アクボーン）

1975年
- タイムボカン（ワイアット・アープ、コンピューター）

1976年
- ポールのミラクル大作戦（ナニコーノ、耳小僧、老人、総督、神父）

1977年
- シートン動物記 くまの子ジャッキー（コックス）
- 超スーパーカー ガッタイガー（ナレーター）
- 風船少女テンプルちゃん（ジミー・ファーマー、パパ）
- 恐竜大戦争アイゼンボーグ（山本）

1978年
- 女王陛下のプティアンジェ（ピート）
- ペリーヌ物語
- まんがはじめて物語

1979年
- アニメーション紀行 マルコ・ポーロの冒険（モンゴル軍指揮官）
- サイボーグ009（1979年版）（レミング）
- ザ☆ウルトラマン（島田）
- ドラえもん（テレビ朝日版第1期）
- 無敵鋼人ダイターン3（破嵐創造）
- 野球狂の詩（大島の父）
- ルパン三世 (TV第2シリーズ)（1978年 - 1980年）

1980年
- あしたのジョー2
- 鉄腕アトム (アニメ第2作)（ゲンの父）
- ベルサイユのばら
- ニルスのふしぎな旅（服屋、ウサギ、ミッチェル）

1982年
- 超時空要塞マクロス（ダガオ）
- 魔法のプリンセス ミンキーモモ（司会者）

1983年
- スペースコブラ
- 魔法の天使クリィミーマミ（1983年 - 1984年、スネークジョー 他）
- みゆき（笹川氏）

1984年
- キャッツ・アイ（佐川）

1985年
- おねがい!サミアどん
- 星銃士ビスマルク

1986年
- まんがなるほど物語

1987年
- 赤い光弾ジリオン（武官B、隊長）
- アニメ三銃士（ベルスラン）
- あんみつ姫（神主）
- エスパー魔美（1987年 - 1989年、松久庵主人、酒屋）
- のらくろクン（もぐら男、海平）

1988年
- 美味しんぼ（1988年 - 1992年、中川得夫） - 1シリーズ + 特別編
- シティーハンター2（1988年 - 1989年、ダンディ・ジャック、グリス）
- 鉄拳チンミ（ヨーセン道士、トンケイ）

1989年
- 機動警察パトレイバー（佐久間、主任、将校）
- 昆虫物語 みなしごハッチ（1989年版）（1989年 - 1990年、アリータ、ギムの父親）
- ジャングル大帝（新）（司令官）
- それいけ!アンパンマン（はなびまん〈初代〉、もくちゃんのお父さん）
- たいむとらぶるトンデケマン!（学者1）
- YAWARA!（1989年 - 1992年、祐天寺）

1990年
- 江戸っ子ボーイ がってん太助（歯イタエモン博士）
- 私のあしながおじさん（頭取）
- 笑ゥせぇるすまん（浦島太一）

1991年
- 太陽の勇者ファイバード（1991年 - 1992年、鬼平部長）
- 21エモン（スズキラス将軍）

1992年
- クッキングパパ（夢子の父）
- サラダ十勇士トマトマン（ダイコン伍長）
- フランダースの犬 ぼくのパトラッシュ（使用人A）

1993年
- 忍たま乱太郎（1993年 - 2023年、内木小丸、男、八足阿寒造、ヒゲ面、斉藤幸隆〈タカ丸の父〉）
- 勇者特急マイトガイン（ランツァイ）

1996年
- 家なき子レミ（アルベルト）
- 名探偵コナン（1996年 - 2012年、阿久津誠、蝦夷松刑事、岩富創、八神譲二、梅津修、村田啓三、新木張太郎、中目頼策、平棟堂次、山吹紹二、鉄山厳治、石亀謙 他）
- るろうに剣心 -明治剣客浪漫譚-（エルステン）
- YAWARA! Special ずっと君のことが…。（祐天寺）

1997年
- 手塚治虫の旧約聖書物語（ロト）

1998年
- アリスSOS（長老ヤベー）
- EAT-MAN'98（セルゲイ王）
- カウボーイビバップ（ジラフ）
- 彼氏彼女の事情（先生）
- ゲゲゲの鬼太郎（第4作）（形部狸）
- 太陽の子エステバン（BS版）（グルーチョ隊長）
- MASTERキートン（ルバート刑事）

1999年
- 週刊ストーリーランド（1999年 - 2000年、後藤、管理人）

2000年
- アルジェントソーマ（防衛官僚A）
- 機巧奇傳ヒヲウ戦記（シーボルト、真木）
- BRIGADOON まりんとメラン（葬儀屋）
- ファーブル先生は名探偵（フレデリック）

2001年
- サラリーマン金太郎（藤井取締役、赤森）
- Z.O.E Dolores, i（テムジン）
- 探偵少年カゲマン（一橋博士）
- PROJECT ARMS（グラハム）

2002年
- アソボット戦記五九（Mr.J）
- 天使な小生意気（花華院京一、小林おじいさん）
- 花田少年史（健太郎の父）

2003年
- あたしンち（2003年 - 2007年、歴史の先生、おじいさん、上下屋）
- WOLF'S RAIN（刑事）
- ガングレイヴ（ノートン）
- キノの旅 -the Beautiful World-（学者、監督官）
- 高橋留美子劇場（部長）
- プラネテス（白猫）

2004年
- 犬夜叉（老爺）
- 絢爛舞踏祭 ザ・マーズ・デイブレイク（ローレン）
- 小さい潜水艦に恋をしたでかすぎるクジラの話（アオウミガメ）
- 鉄人28号（寺町警部）
- MONSTER（2004年 - 2005年、ヴァイスバッハ警部、院長）

2005年
- ガン×ソード（フィンドレイ）
- スターシップ・オペレーターズ（ウォン艦長）
- マシュマロ通信（ストロハイム）
- ロックマンエグゼStream（コード将軍）

2006年
- 銀魂（2006年 - 2008年、茂吉、黒田平八郎、村長、長老）
- 白い恋人
- ゾイドジェネシス（ダー）
- ドラえもん（テレビ朝日版第2期）（2006年 - 2018年、老人、ミュージックスクール教頭、宇宙人ボス、絵の先生、専務）
- ブラック・ジャック21（外科部長）
- BLACK LAGOON（ラッチマン）
- 味楽る!ミミカ（じーたま）

2007年
- 蒼天の拳（マルロー刑事）
- Devil May Cry（サンタクロース）
- D.Gray-man（サルディーニ）

2008年
- ゴルゴ13（スコット・エリスン）
- NARUTO -ナルト- 疾風伝（高僧）

2009年
- ご姉弟物語（2009年 - 2010年、教師、トメ）
- 戦争童話 青い瞳の女の子のお話（船爺）
- 蒼天航路（丁原）
- ONE OUTS -ワンナウツ-（蟹田）

2011年
- クレヨンしんちゃん（カスカベ城城主）
- へうげもの（斎藤利三、古田重定）

2012年
- エリアの騎士（熊谷監督）

2015年
- 新あたしンち（歴史の先生）

2018年
- 大好きだったあなたへ ヒバクシャからの手紙（廣中正樹〈朗読〉）

### 劇場アニメ
1969年
- 巨人の星

1979年
- 野球狂の詩 北の狼南の虎（大島の父）

1981年
- 機動戦士ガンダムII 哀・戦士編（エルラン）

1985年
- 魔法の天使クリィミーマミ ロング・グッドバイ（スネークジョー）

1989年
- シティーハンター 愛と宿命のマグナム（オイゲン）
- ドラえもん のび太の日本誕生（タジカラ）

1991年
- ふしぎの海のナディア 劇場用オリジナル版（ギーガーの部下）

1992年
- 銀河英雄伝説外伝 黄金の翼（ヘルムート・レンネンカンプ）

1993年
- 機動警察パトレイバー 2 the Movie（佐久間）

1994年
- どすこい!わんぱく土俵

1995年
- MEMORIES「大砲の街」（先生）

2004年
- APPLESEED（七賢老エレクトリュオン）
- イノセンス

2005年
- 嘉兵衛の海

2007年
- 鉄人28号 白昼の残月（寺町警部）

2013年
- ルパン三世VS名探偵コナン THE MOVIE（銀行支店長）

### OVA
1984年
- 魔法の天使クリィミーマミ 永遠のワンスモア（スネークジョー）

1985年
- 魔法の天使クリィミーマミ ロング・グッドバイ（スネークジョー）

1987年
- ダーティペア（大統領）

1988年
- 機動警察パトレイバー（佐久間教官）
- 孔雀王（安部清明）
- 機甲猟兵メロウリンク（バンス少佐、副官）
- バイオレンスジャック 地獄街（河森）

1989年
- 寒月一凍悪霊斬り（芳兵衛）

1991年
- 機動戦士ガンダム0083 STARDUST MEMORY（イワン・パサロフ、ドライゼ、艦長）

1994年
- 銀河英雄伝説（クルーゼンシュテルン）

1995年
- 沈黙の艦隊（影山誠二）

2004年
- 大YAMATO零号（リゲル司令）

2007年
- 装甲騎兵ボトムズ ペールゼン・ファイルズ（議長）

2010年
- 装甲騎兵ボトムズ 幻影篇（ゼノ）

2011年
- SUPERNATURAL: THE ANIMATION（オーラン）

### ゲーム
1992年
- YAWARA!（祐天寺）

1998年
- 機動戦士ガンダム ギレンの野望（エルラン中将）

2000年
- 機動戦士ガンダム ギレンの野望 ジオンの系譜（エルラン中将、ドライゼ、軍需産業重役）

2001年
- 機甲兵団 J-PHOENIX（ツェレンコフ・ゴルビー）

2002年
- ガングレイヴ（ノートン）
- 機動戦士ガンダム ギレンの野望 ジオン独立戦争記（エルラン中将、ドライゼ、MIP社重役、連邦政府高官）
- 天使な小生意気（花華院京一）
- 突撃!アーミーマン 史上最小の作戦

2004年
- シャドウハーツII（川島浪速）

2005年
- 時空冒険記ゼントリックス（ロック族長老）

2006年
- テイルズ オブ ファンタジア -フルボイスエディション-（トリスタン）
- ファイナルファンタジーXII（元老院）

2008年
- 機動戦士ガンダム ギレンの野望 アクシズの脅威（エルラン中将、ドライゼ、軍需産業重役）

2010年
- テイルズ オブ ファンタジア なりきりダンジョンX（ミッドガルズ王）

2011年
- 機動戦士ガンダム 新ギレンの野望（エルラン中将、ドライゼ、軍需産業重役）

2016年
- SDガンダム GGENERATION GENESIS（ドライゼ）

### ドラマCD
- ドラゴンクエスト列伝 ロトの紋章（1994年、老師タルキン）
- クォ・ヴァディス ドラマCD ボリューム4〜戦場の再会〜（1996年）
- ベルサイユのばら－忘れ得ぬ人・オスカル－（2003年、ド・ローネ侯爵）
- Devil May Cry アニメドラマCD（2007年、依頼主）
- 舞踏会と身代わりシンデレラ オーディオブック（2014年、セヴェリーニ侯爵）
- 日々のブレンド（2015年、近藤周作）

### 吹き替え

#### 俳優
ジェフリー・ルイス
- 探偵マイク・ハマー 俺が掟だ!（ジョー・バトラー）
- トム・ホーン（ウォルター・ストロール検事）
- ブロンコ・ビリー（ジョン・アーリントン）
- ミスター・ノーボディ（ワイルドバンチの首領）※フジテレビ版

デビッド・キャラダイン
- デスペラード・イン・ウエスト（ドリスコル）
- 爆走!キャノンボール（コーイ・バックマン）
- ランナウェイ（ハーレィ・トーマス）

#### 映画
- アーノルド・シュワルツェネッガーのSF超人ヘラクレス（プレッツィー〈アーノルド・スタング〉）
- 赤い河
- アバランチエクスプレス（リロイ〈ジョー・ネイマス〉）
- アビス（ルー・フィンラー〈キャプテン・キッド・ブリューワー〉）※フジテレビ版
- アメリカン・グラフィティ（ボブ・ファルファ〈ハリソン・フォード〉）※テレビ朝日版
- アルカトラズからの脱出（クラレンス・アングリン）※テレビ朝日版
- いちご白書（スワッチ〈マイケル・マーゴッタ〉）
- ウォール街（オリー）※フジテレビ版
- エアポート'78 恐怖の超音速旅客機!パニック・イン・SST（ハンク・フェアバンクス〈ダグ・マクルーア〉）
- 栄光のル・マン（エリッヒ・ストーラー〈ジークフリート・ラウヒ〉）※フジテレビ版
- エクスタミネーター（ショーノ〈パトリック・ファレリー〉）※フジテレビ版
- エクソシスト（精神科医）※TBS版
- エクソシスト3（テンプル医師〈スコット・ウィルソン〉）※フジテレビ版
- XYZマーダーズ（アーサー・コディッシュ〈ブライオン・ジェームズ〉）
- F/X 引き裂かれたトリック（ミッキー〈ジョー・グリファシ〉）
- F/X2 イリュージョンの逆転（ベッカー〈ピーター・ボレツキー〉、デマルコ〈リー・ブローカー〉、サイボーグ〈ジェームズ・ステイシー〉）※ビデオ版
- エル・シド（アリアス〈ハード・ハートフィールド〉）※フジテレビ版
- エレファント・マン（辻馬車御者）
- オーバー・ザ・トップ ※フジテレビ版
- オーメン（イタリア人タクシー運転手〈グリエルモ・スポレティーニ〉）※TBS版
- おかしなおかしな石器人（ラー〈デニス・クエイド〉）
- オスロ国際空港/ダブル・ハイジャック（ドナー中佐）
- カサンドラ・クロス（スコット〈トーマス・ハンター〉）※日本テレビ版
- 風とライオン ※テレビ朝日版
- 家族の肖像（ミケーリ弁護士〈ロモロ・ヴァリ〉）
- 華麗なる賭け（サンディ）※フジテレビ版
- カンニング・モンキー 天中拳（リュウ、二十三面相の次男）※フジテレビ版
- 奇蹟の生涯 イエス・キリスト（クリス・サランドン）
- 君がほほえむ瞬間（フェニー・グローダ）
- キャノンボール（メル〈メル・ティリス〉）※テレビ朝日版
- キャノンボール2（メル〈メル・ティリス〉）
- 巨大生物の島（モーガン〈マジョー・ゴートナー〉）
- グレートスタントマン（ロジャー〈ロバート・クライン〉）※ビデオ版、（ジンボ）※テレビ朝日版
- グローリー（モントゴメリー大佐〈クリフ・デ・ヤング〉）※日本テレビ版
- 警察署長 ジェッシイ・ストーン 湖水に消える（ディックス医師〈ウィリアム・ディヴェイン〉）
- 結婚しない女（チャーリー〈クリフ・ゴーマン〉）
- ゴーストバスターズ（図書館長〈ジョン・ロスマン〉）※テレビ朝日版
- コーマ（ジム〈リチャード・ドイル〉）
- 荒野の大活劇（取り立て屋）
- 荒野の用心棒 ※テレビ朝日版
- ゴッド・ギャンブラー（ビッグ・マウス〈シン・フィオン〉）※ビデオ版
- この生命誰のもの（ヒル〈ボブ・バラバン〉）
- サーカスの世界（スティーブ〈ジョン・スミス〉）※日本テレビ版
- 13デイズ（ジョージ・アンダーソン・ジュニア海軍大将〈マディソン・メイソン〉）※ソフト版
- 最後のインディアン（マイク・リオンズ）
- 最前線物語 ※TBS版
- サウンド・オブ・ミュージック（フランツ執事〈ギル・スチュアート〉）※ソフト版
- ザ・ドライバー（私服警官ゴールド）※テレビ朝日版
- ザ・パッケージ/暴かれた陰謀（マース〈マルコ・セント・ジョン〉）
- ザ・フォッグ（ファイブス医師）※テレビ朝日版
- サルバドル/遥かなる日々
- 三銃士（ルイ13世〈ジャン＝ピエール・カッセル〉）
- 三十四丁目の奇蹟（ジュリアン・シェルハマー〈フィリップ・タング〉）※テレビ版
- 地獄からの生還/プラトーン・リーダー（ローチ軍曹）
- 地獄のヒーロー（トラウ将軍〈ジェームズ・ホン〉）
- 史上最大の作戦（フランス大尉〈レイ・ダントン〉）※日本テレビ版
- 死亡遊戯（カール・ミラー〈ボブ・ウォール〉）
- シノーラ
- ジャクソン・ジェイル（デイヴィッド〈ハワード・ヘスマン〉、ジェス、コール、警官）
- 十二人の怒れる男（陪審員12番〈ロバート・ウェッバー〉）※日本テレビ版
- ショート・サーキット（オーティス〈ジョン・ガーバー〉）
- 少林寺への道（クワン将軍）
- 女王陛下の極秘作戦（ハンス〈クラウディオ・ビアーヴァ〉）
- 白雪姫とエッチな仲間たち（ネムケ）
- 新・さすらいの用心棒（チャーリー・ローガン〈ジョージ・イーストマン〉）
- 紳士は金髪がお好き（警察官）※フジテレビ版
- 新Mr.Boo!アヒルの警備保障（強盗団のボス）
- スーパー・マグナム（シュライカー署長〈エド・ローター〉）※テレビ朝日版
- スカーフェイス（オマー・スアレス〈F・マーリー・エイブラハム〉）※テレビ朝日版
- スターマン/愛・宇宙はるかに（ベル少佐〈ロバート・ファレン〉）
- ストレイト・ストーリー（トム〈エヴェレット・マッギル〉）
- 世界が燃えつきる日（ハスキンズ〈マーク・L・テイラー〉）
- ゼブラ軍団（カーマイン・ロンゴ〈マイク・レイン〉）
- セメントの女（ポール・マンガー）
- セルピコ（コルサーロ〈リチャード・フォロンジー〉）
- 戦略大作戦（第115号車戦車長〈カール＝オットー・アルベルティ〉）
- 続アドベンチャー・ファミリー/白銀を越えて（マイク）
- 続・黄金の七人 レインボー作戦（アルフレッド〈モーリス・ポリ〉）※テレビ朝日版
- 続・恐竜の島（ベン・マクブライド〈パトリック・ウェイン〉）※日本テレビ版
- 続フレンズ/ポールとミシェル（ギャリー〈キア・デュリア〉）
- 007/カジノ・ロワイヤル（クーパー、ハドリ〈デレク・ニモ〉、バグパイプ奏者〈ピーター・オトゥール〉）※NET版
- ダーティハリー
- ダーティハリー2（デイヴィス〈デヴィッド・ソウル〉）※テレビ朝日版
- ダーティファイター 燃えよ鉄拳（マイケル・ソプキウ）
- ターミナルフォース/叛逆のサイバーコップ（ギャングリーダー）
- 大脱走（ニモ）※フジテレビ版
- ダイ・ハード2（カーマイン・ロレンゾ署長〈デニス・フランツ〉）※フジテレビ版
- ダイヤモンドの犬たち（ウッズ〈イアン・ユール〉）
- 太陽がいっぱい（ボリス〈ニコラス・ペトロフ〉）※フジテレビ版
- 戦いの太鼓（ジム・ブリッジャー〈ヴァン・ヘフリン〉）
- ダブルボーダー（デクラン・パトリック・コーカー二等曹長〈マット・マルハーン〉）
- ダラスの熱い日（ルビー〈オスカー・オンシディ〉）
- 弾丸を噛め
- 地球の頂上の島（ドナルド・ロス〈デヴィッド・ギリム〉）※TBS版
- ツイン・ドラゴン（ハナ）※ソフト版
- ティーン・ウルフ（英語教師〈グレゴリー・イッツェン〉、ドラゴンズのコーチ〈トロイ・エヴァンス〉）
- デルタ・フォース（ロジャー・キャンベル機長〈ボー・スヴェンソン〉）
- テレフォン（ヘンリー・アルファーロ）
- テレマークの要塞（フリック少佐〈アントン・ディフリング〉）※テレビ朝日版
- テンタクルズ（ジョン・コーリー〈チェザーレ・ダノーヴァ〉）※TBS版
- トイ・ソルジャー（クレーマー将軍〈R・リー・アーメイ〉）※フジテレビ版
- 遠い国（ルーク〈ロイヤル・ダノ〉）※フジテレビ版
- 特攻大作戦（ヴァーノン・L・ピンクリー〈ドナルド・サザーランド〉）
- ドラゴン怒りの鉄拳（ウー〈ウェイ・ピンアオ〉）※テレビ朝日版
- ドラゴンVS.7人の吸血鬼
- ドラゴンへの道（長谷平〈ウォン・インシック〉）
- ドラゴンロード（密偵〈チャーリー・チャン〉[19]）※フジテレビ版
- トラック・ファイター（JD・ダウズ〈チャック・ノリス〉）
- トラ・トラ・トラ!（マイルス・ブローニング、パウエル）
- ドランクモンキー 酔拳（棒術のワン）※フジテレビ版
- ナイトホークス（整形外科医）※テレビ朝日版
- 流されて…（トーリ〈ルイス・ガルシア・スアレス〉）
- 夏の嵐（ルカ〈セルジオ・ファントーニ〉）※TBS版
- ナバロンの嵐（ジェンセン准将〈フィリップ・レイサム〉）※テレビ朝日版
- 2001年宇宙の旅（オズグッド〈デビッド・フォックス〉）
- 2010年（マキシム〈エリヤ・バスキン〉）※TBS版
- 摩天楼はバラ色に（プロクター）※TBS版
- ニンジャII/修羅ノ章（ダイム警部〈ヴァージル・フライ〉）
- ネバーセイ・ネバーアゲイン（ポーター〈デレク・デッドマン〉）※フジテレビ版
- ネバダ・スミス（サム・サンド）※フジテレビ版
- ハートに火をつけて（ポーリングFBI捜査官〈フレッド・ウォード〉）※劇場公開版
- ハイ・クルセイド（レッド・ジョン〈パトリック・プライマー〉）
- ハイランダー 悪魔の戦士（ケニー）
- 走れ!ケリー（コリン）
- 裸の銃を持つ男PART2 1/2（ジョージ・ブッシュ大統領〈ジョン・ロアーク〉）※テレビ朝日版
- 裸のランチ（イヴ・クローケ〈ジュリアン・サンズ〉）
- ハッカビーズ（シルヴァー〈ボブ・ガントン〉）
- バック・トゥ・ザ・フューチャー PART3（デイヴィッド・マクフライ〈マーク・マクルーア〉）※テレビ朝日版
- 八点鐘が鳴るとき（ウィリアムズ〈モーリス・ローヴ〉）※日本テレビ版
- バトルトラック（ボーン〈ジョン・バック〉）
- パニック・イン・スタジアム（アル）※日本テレビ版
- パニック・オブ・シンドローム/危機一髪巨大原子炉大爆発!（カール〈マイケル・ブランドン〉）
- ハンター（ロッコ・メイソン〈トレイシー・ウォルター〉）※フジテレビ版
- バンドレロ（オシー・グライムズ）
- ヒーロー/靴をなくした天使 ※ソフト版
- 引き裂かれたカーテン（密航協力者）※フジテレビ版
- ビッグ・マグナム77（ネッド・マシューズ巡査部長〈ジョン・サクソン〉）
- 羊たちの沈黙（ポール・クレンドラー）※テレビ朝日版
- ビリー・ザ・キッド/21才の生涯（ホーランド〈ジャック・ドッドソン〉）
- ブーメランのように（ヴォルネ弁護士）
- フォロー・ミー（テッド）
- 復讐のガンマン（ジェプ〈ベニート・ステファネリィ〉）
- ブッシュマン2/コイサンマン（ジョージ〈ピエール・ヴァン・プレッツェン〉） ※ビデオ版（「マーシーのファミリー吹替版」）
- ブラックライダー（エミール・フレンチ〈ドン・オッパー〉）
- フラッシュ・ゴードン（パリン公〈ティモシー・ダルトン〉）※日本テレビ版
- プリーチング 変態への説教（警視庁長官）
- フリック・ストーリー（ジャノ）
- ブリンクス（サンディ・リチャードソン）※テレビ朝日版
- ブルーサンダー（アルフ・ヒューイット〈ジェームズ・マータフ〉）※テレビ朝日版
- フレンチ・コネクション（ラヴェーユ）※フジテレビ版
- ブロードウェイのダニー・ローズ（サンディ・バロン〈本人役〉）
- プロジェクトA（船頭、酒場のウェイター）※テレビ朝日版
- プロテクター（ボブ・カントレル〈ロン・パラディ〉[20]）※フジテレビ版
- ベスト・キッド ※テレビ朝日版
- ベルサイユのばら（マクシミリアン・ロベスピエール）
- ベン（ケリー）※テレビ朝日版
- ボーダー（キャット〈ハーヴェイ・カイテル〉）
- 冒険活劇 上海エクスプレス（乗客〈リチャード・ン〉、日本人特使〈ウォン・チェンリー〉）
- 冒険野郎（セバスチャン〈ロジャー・ムーア〉）
- 誇り高き戦場（キャロウェイ軍曹〈ピーター・マスターソン〉）※フジテレビ版・TBS旧録版
- ホット・ショット ※テレビ朝日版
- ホラー・エクスプレス/ゾンビ特急地獄行（ミロフ警部〈フリオ・ペーニャ〉）
- マッケンナの黄金（サンチェス〈キーナン・ウィン〉）※テレビ朝日版
- マッド・アバウト・マンボ（ザビエル校長）
- マッドボンバー（ブレイク〈ハンク・ブラント〉）
- 真昼の決闘（ベン・ミラー〈シエブ・ウーリー〉）※フジテレビ新録版
- 水着の女王 ※東京12ch旧版
- ミスター・ノーボディ（ドン・ジョン）※テレビ朝日版
- ミッドウェイ（マドックス大佐〈ジェームズ・コバーン〉）※日本テレビ版
- 皆殺しのジャンゴ/復讐の機関砲（ジャンゴ〈テレンス・ヒル〉）※日本テレビ版
- 奇蹟/ミラクル（ホテルの従業員）
- ミラクル・ファイター（皇帝）
- メリー・ディア号の難破（Mr.ペトリー〈アレクサンダー・ノックス〉）
- 燃えよデブゴン（チンピラ〈フォン・ハックオン〉）
- 燃えよデブゴン5 モンキーフィスト猿拳（マース）
- 燃えよデブゴン6 豚だカップル拳（ネズミ〈マース〉）※フジテレビ版
- 燃えよデブゴン8 鬼打鬼（杏仁豆腐屋〈チャン・キンボー〉）
- 野生のエルザ（ジェームズ〈ロバート・ヤング〉）※テレビ朝日版
- 野生のポリー（マティーソ〈アリ・トワハ〉）
- 奴らを高く吊るせ!（ミラー〈ブルース・ダーン〉）
- 山猫（ピローネ神父〈ロモロ・ヴァリ〉）※テレビ朝日新録版
- ヤング・ヒーロー/最前線ドイツ機甲軍総反撃（教官）
- ヤングマスター 師弟出馬（ブラック〈フォン・ハックオン〉）※フジテレビ版
- 幽幻道士2（神父）
- 遊星からの物体X（パーマー〈デヴィッド・クレノン〉）
- 四銃士（ルイ13世〈ジャン＝ピエール・カッセル〉）
- ラスト・シューティスト（ジェイ・コッブ〈ビル・マッキニー〉）※テレビ朝日版
- リスボン特急（パチネリ）
- リバイアサン（スティーブン・ベック〈ピーター・ウェラー〉）※ビデオ版
- 龍拳（ローザン〈王光裕〉）※フジテレビ版
- 霊幻道士（道長〈アンソニー・チェン〉）
- レスリー・ニールセンの2001年宇宙への旅（オズグッド長官）
- ロシア・ハウス（クライヴ〈マイケル・キッチン〉）
- ロング・グッドバイ（ハービー）
- ワーキング・ガール（ボブ・スペック〈ケヴィン・スペイシー〉）※テレビ朝日版
- ワイルドバンチ（T・C〈L・Q・ジョーンズ〉）
- ワンス・アポン・ア・タイム・イン・アメリカ（フランキー〈ジョー・ペシ〉）※ビデオ版

#### ドラマ
- インディ・ジョーンズ/若き日の大冒険
- エクスカリバーII 伝説の聖杯（トマス卿〈ダンカン・フレイザー〉）
- X-ファイルIII（ジェームズ・ホン）※テレビ朝日版
- L.A.大捜査線 マーシャル・ロー（クリル〈ジェレミー・ロバーツ〉）
- 女刑事キャグニー&レイシー（ドリアン・マッケンナー巡査部長〈バリー・プリマス〉）
- グッド・ワイフ4 #11（ウィルクス・インガソル頭取〈ジェームズ・レブホーン〉）
- 警察署長（エド・ラウトン）
- 刑事コロンボシリーズ
  - 刑事コロンボ 権力の墓穴（記者）
  - 刑事コロンボ 忘れられたスター（ハリス刑事）
  - 新・刑事コロンボ だまされたコロンボ（ジョージ、記者）
  - 新・刑事コロンボ 汚れた超能力（バート・スピンドラー）
- コールドケースシリーズ
  - シーズン2 #2（ネルソン〈ジョセフ・カンパネラ〉）
  - シーズン6 #21（マイク・”モンキー”・マック(現在)〈ビル・ボレンダー〉）
  - シーズン7 ザ・ファイナル #6（ランドール・バクスター〈サム・ヘニングズ〉）
- CSI:科学捜査班（コーエン判事〈ハリソン・ヤング〉）
- ジェシカおばさんの事件簿シリーズ
  - 人気キャスターの死（ジェシカの友人・スティーブ〈ロバート・F・ライオンズ〉）
  - 連続殺人ハワイの休暇（ヒューストン〈ジャレッド・マーティン〉）
  - 死に神は短調で歌う（サイモン〈トム・ハリック〉）
- シャーロック・ホームズの冒険 踊る人形（カーシュー医師）
- 私立探偵マグナム シーズン1 #3（チョイ〈ジョージ・チェン〉）
- 新スーパーマン（プレストン・カーペンター〈ディーン・ストックウェル〉）
- スターゲイト SG-1（ケネディ大佐〈アラン・レイキンズ〉）
- スタートレック:ヴォイジャー（ダーネル、バルス隊長〈イヴァル・ブロガー〉、サラックス〈カートウッド・スミス〉）
- スティーヴン・キングのゴールデン・イヤーズ（トリップス船長）
- スパイ大作戦
  - 血塗られた故郷（レイノルド）
  - 革命の黒幕（警官）
  - 暗号名“キタラ”（指令を渡す男、警備兵）
  - 死のロープウェイ（ローチェ）
  - 殺しのジェット空輸（ハジ）
  - 極秘指令地獄からの救出（コルドバ）
  - 戦慄“殺しの横顔”（助監督、記者）
  - 指令なき作戦計画（技術員、アナウンス）
- 第一容疑者1 連鎖（アーノルド・アプチャー）
- 超音速ヒーロー ザ・フラッシュ（スキップ〈イアン・アバークロンビー〉）※日本テレビ版
- ツイン・ピークス（ローレンス・ジャコビー〈ラス・タンブリン〉）
- 24 -TWENTY FOUR- シーズン2・3（ジム・プレスコット副大統領〈アラン・デイル〉）
- 特捜刑事マイアミ・バイス
  - シーズン1 #6（エンジェル）
  - シーズン2 #1（ニュートン・ブレード〈ジーン・シモンズ〉）、#21（ジャンボ）
  - シーズン4 #8（トミー・ロウ〈ザンダー・バークレー〉）
- 特捜班CI-5シリーズ
  - ミックスダブルス 殺し屋vsボディガード（殺し屋リオ〈マイケル・コールズ〉）
  - ロング・ショットは曲がりが問題なんだ（コスタ〈ミロス・ケリク〉）
- 特別狙撃隊S.W.A.T. シーズン1 #9（リチャーズ議員）
- 特攻野郎Aチーム
  - シーズン1 #10（映画監督）
  - シーズン2 #4（プリンス）
  - シーズン3 #3（エリオット・ファーネル）
- ナイトライダー
  - シーズン1 #5「死の山荘脱出作戦!ナイト2000殺しのバリケード大突破‼」（ルガー〈アレックス・キュービック〉）
  - シーズン2 #8「盗まれたナイト2000知能戦!天才マイコン少年VSキット」（ジョージ・アサートン〈ジョン・サイファー〉）
  - シーズン3 #13「ナイト2000魔の毒液に溶ける!決死の再生 立直れキット‼」（放火のプロ：マイク・ズーメジアン〈アレックス・キュービック〉）
  - シーズン4 #2「美女とナイト2000を取り戻せ‼」（ジェフリー・カバナウ〈ロバート・F・リオンズ〉）
- ナルニア国物語（フォーンのタムナスさん）
- バーン・ノーティス 元スパイの逆襲 シーズン4 #1（グレゴリー・ハート〈マイケル・アイアンサイド〉）
- ピッツバーグ警察日記（バーテン、ジュースのセールスマン、ジェリック　他ゲスト出演多数）
- フルハウス（バディ）
- 名探偵ポワロ ※NHK版 
  - 消えた廃坑（刑事）
  - ミューズ街の殺人（ジェームソン警部〈ジョン・コーディング〉）
  - スタイルズ荘の怪事件（バングルディッシュ）
  - マースドン荘の惨劇（巡査部長）
  - ABC殺人事件（ストレンジ）
- 名探偵モンク3（ウォリック〈フランク・コリソン〉）
- メントーズ〜世界の偉人たちからのメッセージ〜
- ヤングライダーズ シーズン1 #15（ザック、店主）

#### アニメ
- アラジンの大冒険（メカニクルス）
- ザ・シンプソンズ（オハラ）
- 時空冒険記ゼントリックス（長老）
- タンタンの冒険
- ドラゴン水滸伝（梅伯）
- ベン10（イノック）
- ミュータント・タートルズ（1987年東和ビデオ版）（ポリドリアス博士）
- ミュータント タートルズ（ゾク）

#### 人形劇
- 海底大戦争 スティングレイ X20の百面相作戦（撮影クルー）
- サンダーバード
  - 死の谷（チャック・テイラー）
  - 火星ロケットの危機（作業員チャック、救助員）
  - 公爵夫人の危機（運転手ヘンドリック）
- ロンドン指令X 潜水艦スパイ

### 特撮
- ウルトラ6兄弟VS怪獣軍団（ヴィルッド博士の吹き替え）

### テレビ番組
- ひとりでできるもん!（のたり田すうぞう）

### ラジオドラマ
- FMシアター 月の島（2002年） - 大田

### ボイスオーバー
- NHKハイビジョン特集 〜9.11 ニューヨーカーたちの5年〜
- サイエンスアイ 宇宙デジタル図鑑（NHK教育）
- 探検ロマン世界遺産（NHK総合テレビジョン）
- 世界ふれあい街歩き（NHK総合テレビジョン）
- 地球街角アングル（NHK衛星第1テレビジョン・NHKワールド・プレミアム）
- 日立 世界・ふしぎ発見!（TBS）
- ハイビジョンスペシャル 煙はるかに 世界SL紀行「南国満載 庶民列車〜ミャンマー〜」（2014年、NHK-BSプレミアム）
- BS世界のドキュメンタリー（NHK-BS1）
- BBCセレクション 未来科学への招待（マービン・ミンスキーの声）

### ナレーション
- NHKスペシャル 震災ドキュメント2013（NHK総合）
- 日立 世界・ふしぎ発見!（TBS）
- BS世界のドキュメンタリー（NHK-BS1）
- 報道ステーション特集

### 舞台
- 蒼き狼
- あ〜ぶくたったにぃたった（演出）
- 今日もいい天気（演出）
- さんせい大夫
- 新釈諸国噺
- 青春の時間
- 説経節・山せう太夫　群「と・ま・ん」公演
- むなしき空に（演出）
- YASUKO企画I「鮒」（2002年、なかの芸術小劇場）
- オフィス樹朗読公演
  - 文学シリーズ 茶川竜之介作「よむ・はなす・かたる」（2003年、アトリエフェステバル第4弾）
  - 文学シリーズ 茶川竜之介作「鼻」「語る・噺・演ずる」（2013年、特別企画公演）
  - 半夏生の会「羅生門」（2015年、特別企画公演）
- ドラマティックカンパニー十周年記念企画公演「陽だまりの樹〜第一楽章〜」（2002年）
- われらが青春のマリアンヌ（2004年、ギイ・フォワシイ・シアター28年祭） - モーリス役
- 朗読スポットライト「向田邦子の窓」すのーふぃーるど（2007年）

### 朗読
- 池波正太郎 カセット作品シリーズ
  - 梅雨の湯豆腐（1993年）
  - 殺しの掟（1993年）
  - 不忍池暮色（1993年）
  - 強請（1993年）
- 舞踏会と身代わりシンデレラ（2015年、セヴェリーニ侯爵）

### その他コンテンツ
- 機動戦士ガンダム0079カードビルダー（ドライゼ）

### シリーズ一覧
1. ↑  テレビシリーズ（1988年 - 1992年）、特別編『究極対至高 長寿料理対決!!』（1992年12月11日）